# Regenboogbladroller
De regenboogbladroller (Cochylis flaviciliana) is een vlinder uit de familie bladrollers (Tortricidae). De wetenschappelijke naam is voor het eerst geldig gepubliceerd in 1854 door Westwood.
De soort komt voor in Europa.